# Beryl Reid

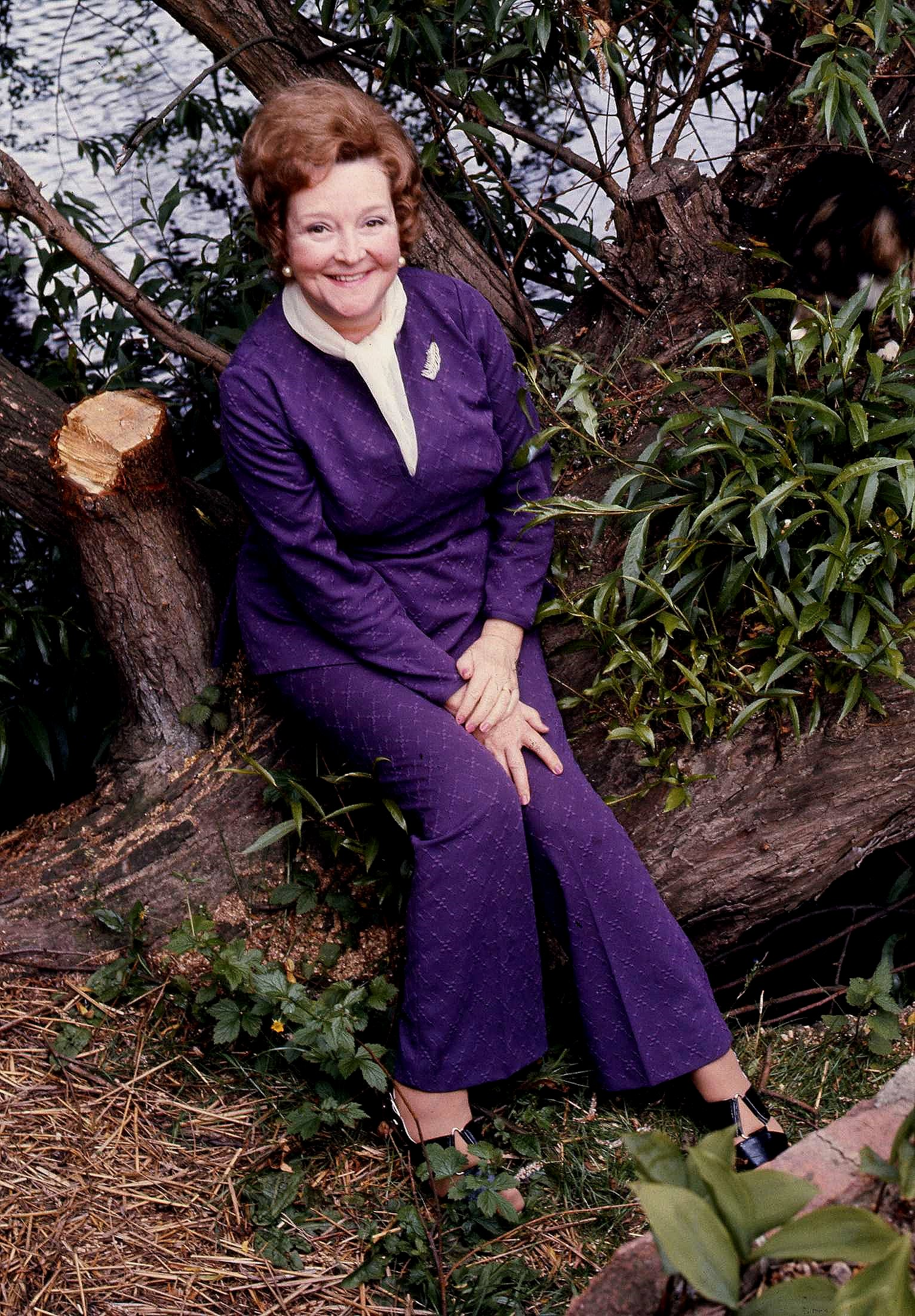
Beryl Reid (1974)

Beryl Elizabeth Reid (* 17. Juni 1919 in Hereford, England; † 13. Oktober 1996 in London, England) war eine britische Schauspielerin.

## Leben
Nach dem Besuch verschiedener Schulen – so der Lady Barne House School in Manchester und der Levenshulme Girls’ School – arbeitete Beryl Reid zunächst als Verkäuferin in Manchesters renommierten Warenhaus Kendal Milne’s. Daneben trug Beryl Leid an kleinen Bühnen selbstverfasste Sketche und Programme vor, was ihr während eines Talentwettbewerbs ein Engagement am Bridlington Theatre einbrachte.
Während des Zweiten Weltkrieges arbeitete Reid als Autorin und Komikerin bei der Truppenbetreuung. Anschließend ging sie mit den Dagenham Girl Pipers auf Tournee quer durch England. Danach fand sie beim Radio eine künstlerische Heimat. So schrieb sie für eine einzige Staffel der Half Past Eight Show allein 472 Sketche. Des Weiteren arbeitete sie für die Sendungen Variety’s Bandbox und Workers’ Playtime bei der BBC und wurde mit der von ihr selbst verfassten Figur des Schulmädchens „Monica“ für die erfolgreiche BBC-Radiocomedy Educating Archie engagiert.
Darüber hinaus ging sie mit verschiedenen Künstlern (wie etwa Max Wall und Henry Hall) auf Tournee. 1965 übernahm sie die Hauptrolle in Michael Codrons Tragikomödie The Killing of Sister George („Sister George muss sterben“) über den Niedergang einer der Hauptdarstellerinnen einer Radio-Seifenoper. Da das Stück für die Verhältnisse der sechziger Jahre mit seinen deutlich lesbisch gezeichneten Charakteren kontrovers aufgefasst wurde, verließ Reid England, um die Rolle auch am New Yorker Broadway zu spielen. Dies brachte ihr nicht nur einen Tony Award, sondern auch die Hauptrolle in der Filmadaption des Stoffes neben Susannah York unter der Regie von Robert Aldrich ein. Für ihre Leistung in dem Spielfilm Das Doppelleben der Sister George (1968) erhielt sie ein Jahr später eine Nominierung für einen Golden Globe Award als Beste Hauptdarstellerin – Drama, musste sich aber der Amerikanerin Joanne Woodward (Die Liebe eines Sommers) geschlagen geben.
Diese Rolle stellte einen Wendepunkt in Beryl Reids Karriere dar: War sie bisher auf Komödien und karikierende Figuren festgelegt gewesen, so konnte sie von da an ihr facettenreiches Können zeigen, was ihr den Zugang zu weiteren Rollenfächern ermöglichte. 1974 wirkte sie am National Theatre in einer Produktion von Romeo und Julia mit, gehörte zeitweilig dem Ensemble der Royal Shakespeare Company an, spielte in Joe Ortons Entertaining Mr. Sloane (Seid nett zu Mr. Sloane) zunächst in der Bühnen- und später in der Hollywood-Fassung die Hauptrolle, trat in dem Drama The Bells of St. Trinians, in dem Musical Star! und in Komödien wie No Sex please, we're British auf.
Außerdem übernahm sie zahlreiche Rollen in Fernsehproduktionen, wie in der Adaption von John le Carrés Agentenroman Agent in eigener Sache neben Alec Guinness, als Großmutter in der Jugendserie Das geheime Tagebuch des Adrian Mole sowie als Mutter des Kriminalpsychologen Dr. Eddie „Fitz“ Fitzgerald (Robbie Coltrane) in der Krimiserie Für alle Fälle Fitz.
1984 schrieb Beryl Reid ihre Memoiren unter dem Titel So Much Love. Zwei Jahre später wurde sie für ihre künstlerischen Verdienste mit dem Order of the British Empire geehrt.
Beryl Reid war zweimal verheiratet. Beide Ehen – mit dem Produzenten Bill Worsley und dem Musiker Derek Franklin – endeten in Scheidung.

## Filmografie (Auswahl)
- 1948: Wit and Wisdom
- 1954: Die Schönen von St. Trinians (The Belles of St. Trinian’s)
- 1959: Die grüne Minna (Two-Way-Stretch)
- 1962: Der große Knüller (The Dock Brief)
- 1968: Inspektor Clouseau (Inspector Clouseau)
- 1968: Beryl Reid Says Good Evening
- 1968: Star!
- 1968: Schwester George muss sterben; auch: Das Doppelleben der Sister George (The Killing of Sister George)
- 1969: Mörder GmbH (The Assassination Bureau)
- 1970: Seid nett zu Mr. Sloane (Entertaining Mr. Sloane)
- 1970: Der Keller (The Beast in the Cellar)
- 1972: Die Rückkehr des Dr. Phibes (Dr. Phibes Rises Again)
- 1973: Bitte keinen Sex, wir sind Briten (No Sex Please, We’re British)
- 1973: Der Frosch (Psychomania)
- 1977: Die Abenteuer des Joseph Andrews (Joseph Andrews)
- 1977: Beryl Reid
- 1978: Mach’ weiter, Emmanuelle (Carry On Emmanuelle)
- 1979: Dame, König, As, Spion (Tinker Tailor Soldier Spy)
- 1982: Smileys Leute (Smiley’s People)
- 1983: Dotterbart (Yellowbeard)
- 1985: Das geheime Tagebuch des Adrian Mole (The Secret Diary of Adrian Mole Aged 13 3/4)
- 1987: The Growing Pains of Adrian Mole
- 1993: Für alle Fälle Fitz (Cracker)